# 永安镇 (绥化市)
永安镇，是中华人民共和国黑龙江省绥化市北林区下辖的一个乡镇级行政单位。

## 行政区划
永安镇下辖以下地区：
永安街社区、永安村、正黄三村、正黄五村、厢黄三村、厢黄四村、厢黄五村和正黄四村。